# Energía nuclear a base de torio

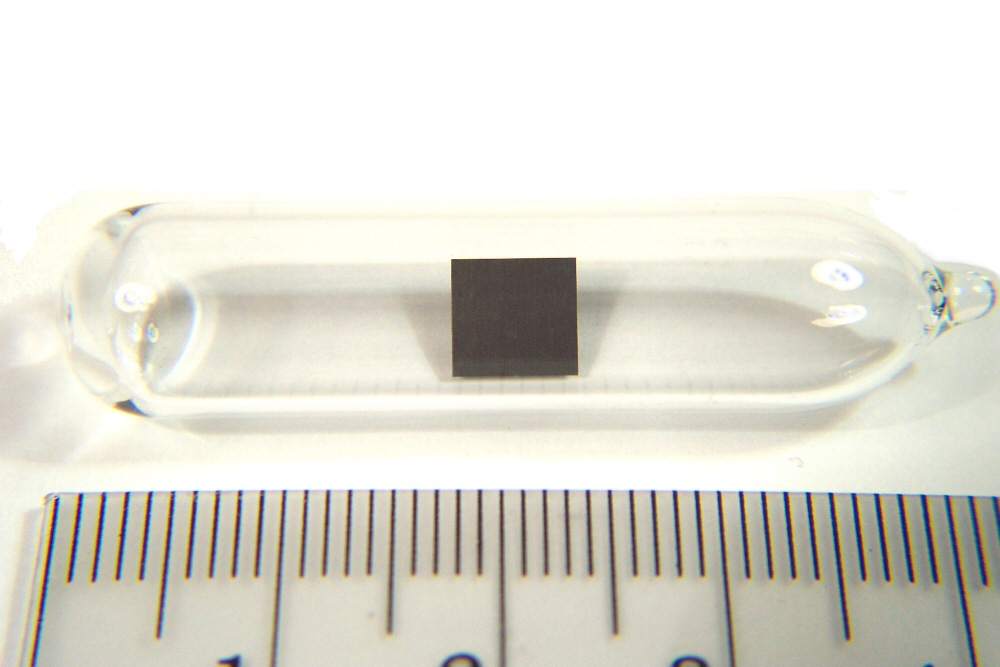
Una muestra de torio

La energía nuclear generada a base de torio es alimentada principalmente por la fisión nuclear del uranio-233 producido a partir del elemento fértil del torio. Según los defensores, un ciclo de combustible de torio ofrece varias ventajas potenciales sobre un ciclo de combustible de uranio, incluyendo la abundancia del torio en la Tierra, mejores propiedades físicas y como combustible nuclear, aparte de una producción de residuos nucleares reducida. Sin embargo, la producción de energía de torio tiene un precio inicial significativo. Los defensores del mismo citan que el torio debido a sus propiedades es muy difícil volverlo un arma, mientras, los críticos dicen que la producción de reactores de reproducción en general (incluyendo los reactores de torio, que son reproductores por naturaleza) incrementa las preocupaciones de proliferación. Todavía no hay ningún reactor de torio operativo.[actualizar]
Un reactor nuclear consume ciertos isótopos fisibles para producir energía. Los tres tipos de combustible de reactor nuclear más comunes son:
- Uranio-235, se purifica/enriquece por medio de la reducción de uranio-238 en el uranio natural minado. La mayoría de la energía nuclear se ha generado a base de Uranio Poco Enriquecido (UPE O LEU en inglés), mientras que el uranio altamente enriquecido (UAE o HEU en inglés) es necesario para Armas nucleares.
- Plutonio-239, transmutado del uranio-238 obtenido del uranio naturalmente minado.
- Uranio-233, transmutado del torio-232, derivado del torio naturalmente minado.

El concepto de utilizar torio como combustible nuclear en lugar del uranio fue propuesto por el físico indio Homi J. Bhabha en 1950.
Algunos creen que el torio es la clave para desarrollar una nueva generación de energía nuclear más limpia y segura.  En 2011, según la opinión de un grupo de científicos del Instituto de Georgia de Tecnología, considerando el potencial total del mismo, la energía basada en Torio "Puede significar una solución o una opción de baja producción de un puente de baja emisión de carbono de calidad a fuentes de energía verdaderamente sostenibles que resuelven una gran parte del impacto ambiental negativo de la humanidad en un plazo de más de mil años".
Después de estudiar la viabilidad de utilizar torio, científicos nucleares como Ralph W. Moir y Edward Teller sugirieron que la investigación nuclear del torio debe ser retomada después de una suspensión de tres décadas, además de que una pequeña planta prototipo debería ser construida.

## Antecedentes y una resumida historia

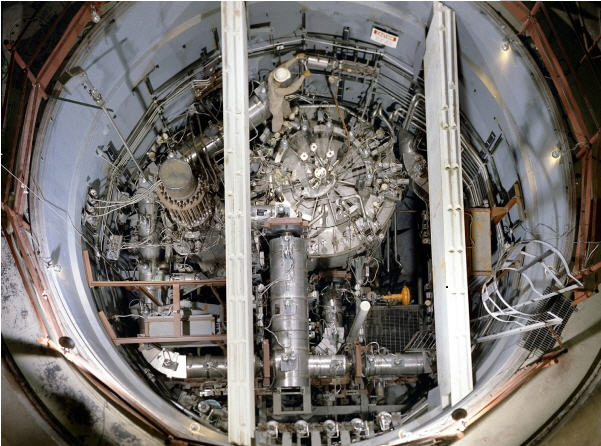
Uno de los primeros (MSR) reactores nucleares de torio en Laboratorio Nacional Oak Ridge creado en 1960

Tras la Segunda Guerra Mundial se construyeron reactores a base de uranio para producir electricidad. Estos eran similares a los reactores diseñados para producir armas nucleares. Durante aquel periodo, el gobierno de los Estados Unidos también construyó un reactor experimental de sal fundida que utiliza uranio-233 como combustible, el material fisible se crea por medio del bombardeo del torio con neutrones. El reactor MSRE, construido en el Laboratorio Nacional Oak Ridge, fue operado con masa crítica por aproximadamente 15 000 horas desde 1965 hasta 1969. En 1968, el ganador del premio Nobel y descubridor del plutonio, Glenn Seaborg, anuncio públicamente a la Comisión de Energía Atómica, de la cual era Presidente, que el reactor basado en torio había sido exitosamente desarrollado y probado.
En 1973, aun así, el gobierno de EE. UU. resolvió que se centraba en la tecnología relacionada al uranio y que descontinuaba las investigaciones nucleares relacionadas al torio. Las razones eran que los reactores alimentados por uranio eran más eficientes, la investigación fue comprobada, y la relación de reproducción de torio se creyó insuficiente para producir el suficiente combustible como para apoyar la creación de una industria nuclear comercial. Como Moir y Teller escribieron más tarde, "la competición se dio en un reactor de metal líquido de alta reproducción (RMLAR o LMFBR en ingles) para el ciclo del uranio y el plutonio, y para el torio y el uranio-233 se dio en un reactor térmico. El RMLAR tenía una tasa de reproducción mas alta y ganó la competición." En su opinión, la decisión de parar el desarrollo de los reactores de torio, “era una equivocación excusable.”
El escritor de ciencia Richard Martin declara que el físico nuclear Alvin Weinberg, que era director en Oak Ridge y el principal responsable de la creación del reactor de torio, perdió su trabajo como director porque abogaba por el desarrollo de reactores de torio más seguros.
Martin explica que la renuencia de Weingberg de sacrificar energía nuclear potencialmente más segura por el beneficio de usos militares le forzó a retirarse.